# 平岩流
平岩流（ひらいわりゅう）は能楽笛方の廃絶した一流。牛尾流・潮流（うしお-りゅう）とも。
流祖平岩勘七親好が伊達政宗の命によって牛尾豊前守に入門して一流を立てたとされる。江戸時代には、宗家平岩家が仙台藩に、勘七の弟加兵衛の家系が尾張藩に、弟子家の山本家が加賀藩に、それぞれ京都在住のまま抱えられ、これらの地でもっぱら行われた。江戸末期ごろには加兵衛家が宗家を名乗るようになったが、1892年に八世平岩加兵衛が没して廃絶した。芸風・譜は一噌流にきわめて近いものであったらしい。